# Lil Rel Howery
Milton Howery Jr. (Chicago, 1979. december 17. –) amerikai stand-up komikus és színész.
A The Carmichael Show című szituációs komédiában 2015 és 2017 között Robert Carmichaelt alakította. Szerepelt a 2017-es Tűnj el! című horrorfilmben, majd a Rel (2018-2019) című sorozatban, melyet megalkotóként és koproducerként is jegyez.

## Fiatalkora és tanulmányai
A chicagói West Side-on nőtt fel, Nancy és Milton gyermekeként. Ötödik osztályos korától kilencedikig a Providence St. Mel Schoolba járt. Ezután átkerült a Crane High Schoolba. A Crane-ben Howery vicceket írt és forgatókönyvet készített egy végzős tehetségkutatóban, ami után úgy döntött, hogy hivatásszerűen foglalkozik komédiával. A középiskolai kosárlabdában az idősebb unokatestvérére, Darrelre emlékeztette az embereket, és a Lil Rel becenevet kapta.

## Magánélete
2008. november 24-én vette feleségül Verina Robinsont. Két gyermekük van. A pár 2017-ben vált el.
2016 júniusában egy olyan jármű utasa volt, amely egy másik autónak ütközött a chicagói University Village-ben. A másik autó sofőrje vitatkozott Howeryvel, és hívta a 911-et, azt állítva, hogy Howery arcon ütötte. Annak az autónak a sofőrje, amelyben Howery ült, nélküle hajtott el. A rendőrök letartóztatták Howeryt testi sértés vétségének vádjával, de nem találták bűnösnek. A sofőr beperelte Howeryt a verekedés során elszenvedett sérülések miatt.

## Filmográfia

### Film
| Év   | Magyar cím                    | Eredeti cím                  | Szerep                       | Magyar hang         |
| ---- | ----------------------------- | ---------------------------- | ---------------------------- | ------------------- |
| 2017 | Tűnj el!                      | Get Out                      | Rod Williams                 | Elek Ferenc         |
| 2018 | Haverok harca                 | Tag                          | Reggie                       | Gémes Antos         |
| 2018 |                               | Uncle Drew                   | Dax Winslow                  |                     |
| 2018 | Madarak a dobozban            | Bird Box                     | Charlie                      |                     |
| 2019 |                               | Brittany Runs a Marathon     | Demetrius                    |                     |
| 2019 | Jó srácok                     | Good Boys                    | Lucas apja                   | Elek Ferenc         |
| 2019 | Angry Birds 2. – A film       | The Angry Birds Movie 2      | Alex (hangja)                | Elek Ferenc         |
| 2020 | A fénykép                     | The Photograph               | Kyle                         |                     |
| 2020 |                               | Clouds                       | Milton Weaver                |                     |
| 2020 |                               | Home                         | Jayden                       |                     |
| 2021 | Júdás és a Fekete Messiás     | Judas and the Black Messiah  | Wayne                        |                     |
| 2021 | Tom és Jerry                  | Tom & Jerry                  | Angyal és Ördög Tom (hangja) | Kálid Artúr         |
| 2021 | Ugratások filmje              | Bad Trip                     | Bud Malone                   | Gémes Antos         |
| 2021 | Apaság                        | Fatherhood                   | Jordan                       | Gémes Antos         |
| 2021 | Space Jam: Új kezdet          | Space Jam: A New Legacy      | önmaga / kommentátor (cameo  | Kálloy Molnár Péter |
| 2021 | Free Guy                      | Free Guy                     | Buddy                        | Orosz Ákos          |
| 2021 | Egynyári barátság             | Vacation Friends             | Marcus Parker                | Pál András          |
| 2021 |                               | National Champions           | Ronnie Dunn edző             |                     |
| 2022 | Szerelmem a faterom           | I Love My Dad                | Jimmy                        |                     |
| 2022 | Őrült randi Toszkánában       | Spin Me Round                | Paul                         | Elek Ferenc         |
| 2022 | Mélyvíz                       | Deep Water                   | Grant                        |                     |
| 2022 | Szerencse                     | Luck                         | Marv (hangja)                |                     |
| 2022 |                               | Bromates                     | Jonesie                      |                     |
| 2023 | Szélhámos rokonok             | The Out-Laws                 | Tyree                        | Pál András          |
| 2023 | Egynyári barátság 2.          | Vacation Friends 2           | Marcus Parker                | Gémes Antos         |
| 2023 |                               | We Grown Now                 | Jason                        |                     |
| 2023 | A Mancs őrjárat: A szuperfilm | PAW Patrol: The Mighty Movie | Sam Stringer (hangja)        | Törköly Levente     |
| 2023 |                               | The Mill                     | Joe                          |                     |
| 2023 | Egy igazi karácsony           | Dashing Through the Snow     | Nick                         | Minárovits Péter    |
| 2023 |                               | Good Burger 2                | Cecil McNevin                |                     |
| 2024 |                               | Reunion                      | Ray                          |                     |
| 2024 | Harold és a varázsceruza      | Harold and the Purple Crayon | Szarvas                      | Papp Dániel         |
| 2025 | Ez egy olyan nap              | One of Them Days             | Vásárló                      | Pavletits Béla      |
| 2025 | Szimat naplója                | Dog Man                      | Főnök (hangja)               | Csőre Gábor         |

### Televízió
| Év        | Magyar cím                    | Eredeti cím                            | Szerep                          | Megjegyzések                                      |
| --------- | ----------------------------- | -------------------------------------- | ------------------------------- | ------------------------------------------------- |
| 2014      |                               | Friends of the People                  | több szereplő                   | író és producer                                   |
| 2015      |                               | Kevin Hart Presents: Lil Rel: RELevent | önmaga                          | stand-up különkiadás                              |
| 2015–2017 |                               | The Carmichael Show                    | Bobby Carmichael                | főszereplő                                        |
| 2017      | Bizonytalan                   | Insecure                               | Quentin                         | 5 epizód                                          |
| 2017      |                               | Drop the Mic                           | önmaga                          | 1 epizód                                          |
| 2018      | Playback párbaj               | Lip Sync Battle                        | önmaga                          | 1 epizód                                          |
| 2018–2019 |                               | Rel                                    | Rel                             | főszereplő                                        |
| 2018      |                               | Comedy Central Roast                   | önmaga                          | 1 epizód                                          |
| 2018      |                               | The Bobby Brown Story                  | Brian Irvine                    | 2 epizód                                          |
| 2019      | Aranyhaj: A sorozat           | Tangled: The Series                    | Virtuous St. Goodberry (hangja) | 1 epizód                                          |
| 2019      |                               | The Adventures of Rocky and Bullwinkle | Chuckles (hangja)               | 1 epizód                                          |
| 2019      |                               | South Side                             | Bishop                          | 3 epizód                                          |
| 2019      |                               | Sherman's Showcase                     | önmaga                          | 1 epizód                                          |
| 2019      | Fekete hölgyek szkeccs showja | A Black Lady Sketch Show               | álmenedzser                     | 1 epizód                                          |
| 2019      |                               | Lil Rel Howery: Live in Crenshaw       | önmaga                          | stand-up különkiadás                              |
| 2019–2022 | Vadócok                       | Craig of the Creek                     | Darnell (hangja)                | 5 epizód                                          |
| 2020      |                               | The Chi                                | Zeke Remnick                    | 2 epizód                                          |
| 2021      | Ezt jól kisütöttük!           | Nailed It!                             | önmaga                          | 1 epizód                                          |
| 2021      |                               | Small Fortune                          | házigazda                       | vezető producer                                   |
| 2022      | Eureka                        | Eureka!                                | Rollo (hangja)                  | főszereplő                                        |
| 2022      |                               | I said it. Y'all thinking it.          | önmaga                          | stand-up különkiadás                              |
| 2023      | Poker Face                    | Poker Face                             | Taffy Boyle                     | 1 epizód                                          |
| 2023      | Harlem                        | Harlem                                 | Freddie Wilson                  | 1 epizód                                          |
| 2025      |                               | The Studio                             | önmaga                          | 1 epizód                                          |
| 2025      | Nyerni vagy veszíteni         | Win or Lose                            | James (hangja)                  | - 3 epizód - magyar hangja: - Barabás Kiss Zoltán |

## Fordítás
- Ez a szócikk részben vagy egészben  a   Lil Rel Howery című angol Wikipédia-szócikk ezen változatának fordításán alapul.  Az eredeti cikk szerkesztőit annak laptörténete sorolja fel. Ez a jelzés csupán a megfogalmazás eredetét és a szerzői jogokat jelzi, nem szolgál a cikkben szereplő információk forrásmegjelöléseként.